# Tirà cua de tisora
El tirà cua de tisora (Tyrannus forficatus) és una espècie d'ocell de la família dels tirànids (Tyrannidae) que habita zones obertes, matolls, sabanes i terres de conreu des del sud de Nebraska i Missouri, cap al sud, fins a Texas i zona limítrofa del nord-est de Mèxic. Passa l'hivern al sud de Mèxic i Amèrica Central.